# Thompsoniana imitans
Thompsoniana imitans är en skalbaggsart som först beskrevs av Aurivillius 1910.  Thompsoniana imitans ingår i släktet Thompsoniana och familjen långhorningar. Inga underarter finns listade i Catalogue of Life.